# FairCoop
FairCoop là một "hợp tác xã" mở toàn cầu. FairCoop sử dụng Internet để vận hành và quản lý các hoạt động bên ngoài bên ngoài biên giới quốc gia các nước. FairCoop hướng tới mục tiêu tạo ra một hệ thống kinh tế thay thế toàn cầu dựa trên sự hợp tác, đạo đức, đoàn kết, tái phân bổ nguồn lực và công lý trong các mối quan hệ kinh tế.
FairCoop ra đời ngày 17 tháng 9 năm 2014, nhiều tháng sau khi các nhà hoạt động liên kết với nhau từ nhiều lĩnh vực của kinh tế thay thế. Các sáng lập viên bao gồm Enric Duran đến từ Catlan Integral Cooperative (CIC), Michael Bauwens đến từ P2P Foundation và nhà sáng lập bitcoin Amir Taaki.
Mục tiêu chính của FairCoop là tạo ra sự chuyển đổi đến một thế giới mới. Thế giới mới sẽ giảm sự khác biệt nhiều nhất có thể về kinh tế và xã hội giữa người với người, đồng thời liên tục tạo ra một thế giới khỏe mạnh cho mọi người dưới hình thức nguồn lực chung commons.
FairCoop hiểu rằng việc chuyển đổi để có một hệ thống tiền tệ công bằng hơn là yếu tố chínddeeer đạt được mục tiêu. Đó là lý do vì sao FairCoop hỗ trợ Faircoin, một loại tiền ảo, làm nền tảng cho các hoạt động của họ - tái phân bổ nguồn lực và xây dựng hệ thống kinh tế toàn cầu mới.